# Wilnelia González
Wilnelia González (ur. 2 kwietnia 1985) – portorykańska siatkarka, gra jako środkowa.
Obecnie występuje w drużynie Vaqueras de Bayamón.